# Villa Leone
Villa Leone è una delle tante ville settecentesche del Miglio d'oro di Napoli.
Si trova a San Giorgio a Cremano in via Enrico Pessina.

## Storia
Originariamente il palazzo apparteneva ai Berio e ne costituiva la dimora estiva dal momento che la nobile famiglia partenopea risiedeva a Napoli, in via Toledo.
Il casato dei Berio era così prestigioso che alla fine la strada di San Giorgio a Cremano in cui sorgeva la loro “villa di delizie” prese il nome della stessa famiglia nobiliare. 
Dotato di torretta belvedere, l'edificio è di dimensioni imponenti e infatti occupava un posto particolare, rispetto alle altre ville settecentesche della zona, già nella mappa del Duca di Noja.
Verso la metà dell'Ottocento la villa fu venduta dai Berio alla famiglia Macchucca Vargas, principi di Casapesenna.
A loro appartiene lo stemma in marmo posto sul portale della villa che reca la scritta “Macchucca assi assi Vargas Macchucca”.
Nel 1913 fu poi acquistata dalla famiglia Leone, cui tuttora appartiene.

## Descrizione
Nonostante sia stata costruita nel Settecento, la facciata dell'edificio è neoclassica perché fu sottoposta a completo rifacimento nella prima metà dell'Ottocento.
La facciata è divisa in due fasce in corrispondenza della separazione tra piano terra e piano nobile.
La parte che corrisponde al piano terra è in bugnato e funge da basamento per la parte superiore. 
La parte che corrisponde invece al piano nobile presenta due ordini diversi di balconi: una prima serie, costituita da balconi panciuti su cui sono poste cornici a timpano triangolare sorrette da capitelli neoclassici e una seconda serie formata da balconi di dimensioni più ridotte.
Dal portone d'ingresso si accede al grande atrio con cupola ellittica a destra del quale è possibile ammirare l'imponente voluta della balaustra dello scalone in pietra lavica.
Attraverso l'atrio si accede a un porticato cui corrisponde, al piano nobile, una lunga terrazza panoramica sulla quale si affacciano le sale affrescate del salone centrale con doppia esposizione. 
Gli affreschi interni e i sontuosi camini del salone, di età napoleonica, sono stati salvati grazie a un intervento di restauro nel 1830.
Il terrazzo è sorretto da tre archi intervallati da coppie di pilastri in mattoni rossi.
A questa separazione architettonica dell'edificio corrisponde la struttura asimmetrica sul fondo del cortile.
Qui infatti si trova una terrazza pensile chiusa da una cancellata in ferro battuto che separa la villa dal giardino retrostante.
Come accade comunemente per le ville del Miglio d'oro, anche l'asse prospettico di Villa Leone non parte dall'atrio ma dall'altra parte della strada dove due piccoli padiglioni simmetrici indicano il punto di accesso a un boschetto di palme, araucarie e pini.